# Epidendrum astroselaginella
Epidendrum astroselaginella là một loài thực vật có hoa trong họ Lan. Loài này được Hágsater & E. Santiago A. mô tả khoa học đầu tiên năm 2007.